# 농수지킴이협회
농수지킴이협회는 친환경농업발전의 기반이 되는 농업용수 수질과 수량의 보전,감시 및 대국민 홍보활동 등 농업용수지키기 운동을 주도할 목적으로 2001년 4월 19일 설립된 대한민국 농림축산식품부 소관의 사단법인이다. 사무실은 서울특별시 송파구 가락동 72-3, 성원빌딩에 있다.